# 寿王坟铜冶遗址
寿王坟铜冶遗址，位于中国河北省承德市寿王坟矿区，为承德市的一个省级文物保护单位，类型为古遗址，公布时间为1982年7月23日。
寿王坟铜冶遗址的历史年代为汉代。